# Mike Hughes
Mike Hughes   (comtat de San Bernardino, 9 de febrer de 1956 - Desert de Mojave, 22 de febrer de 2020), conegut popularment com a "Mad" Mike Hughes, va ser un conductor de limusina estatunidenc, un especialista i un teòric de la conspiració de la Terra plana, conegut per volar en coets de vapor construïts per ell mateix. Va morir mentre filmava una acrobàcia per a una propera sèrie de televisió del canal Discovery Science.

## Biografia
Hughes vivia a Apple Valley (Califòrnia). El 2002, va marcar un rècord mundial de Guinness amb un salt de 103 peus (31 metres) per sobre d'una limusina a Lincoln Town Car. Hughes va declarar durant una entrevista a Associated Press el 2018 que tenia previst presentar-se per governador de Califòrnia.

## Llançament de coets

### Llançament del 2014
Segons Associated Press, Hughes va construir el seu primer coet de tripulació el 30 de gener de 2014 i va volar 1,374 peus (419 m) en poc més d'un minut sobre Winkelman, Arizona. Segons CBC News, Hughes es va ensorrar després del desembarcament i va trigar tres dies a recuperar-se. Hughes va declarar que les ferides que va patir pel vol el van dur-lo a passar dues setmanes en recuperació. No hi va haver cap vídeo de Hughes entrant al coet i hi havia dubtes que ell es trobés dins en el moment del llançament.

### Recollida de fons i llançament de coets per la Terra Plana
El 2016, Hughes va llançar un intent fallit de recaptació de fons per un coet que va guanyar 310 dòlars. Però just després de professar la seva creença en una Terra plana més tard aquell any, Hughes va obtenir suport de la comunitat de la Terra plana, i la seva posterior campanya de recaptació de fons aconseguiria l'objectiu de 7.875 dòlars. Havia dit que tenia intenció de fer diversos viatges de coets, culminant amb un vol a l'espai exterior, on creia que seria capaç de fer una foto de tota la Terra com a disc pla. Va afirmar al novembre de 2017 que la Bureau of Land Management Land (BLM) li havia donat permís verbal més d'un any abans de llançar el seu coet, a l'espera de l'aprovació de l'Administració federal d'aviació. Tot i això, un portaveu de BLM va dir que la seva oficina de camp local no tenia constància de parlar amb Hughes en aquell moment. Segons el BLM, després de veure alguns articles sobre el llançament previst, un representant de BLM va contactar a Hughes amb preocupació. El llançament de coets estava previst inicialment per al cap de setmana del 25 de novembre de 2017; A continuació, Hughes el va reprogramar el 2 de desembre de 2017, culpant les dificultats que trobava per obtenir permisos. Hughes va moure la seva plataforma de llançament a 4 milles (6 km) per poder enlairar i aterrar en propietats privades, però el BLM va mantenir que encara necessitava omplir els permisos. Hughes va declarar desafiant que la disputa no el deixés de volar: "Sóc un temerari. No em faig gaire amb l'autoritat ni les regles.".
El coet inicial no provat tenia com a objectiu assolir una velocitat de 500 mph (800 km/h); i altres sortides de coets, que es llançarien des d'un globus a 20 milles (32 km), es volia fer arribar per sobre de l'atmosfera a l'espai exterior. Hughes va reconèixer que hi havia riscos, dient a Associated Press: "És espantós com l'infern. Però cap de nosaltres sortim vius d'aquest món.". La campanya de recaptació de fons per cobrir els costos del retard va recaptar prop de 100 dòlars del seu objectiu de 10.000 dòlars. El 3 de febrer de 2018, Hughes va transmetre en directe un altre intent de llançament, però l'alliberament de vapor de coets va funcionar malament i el llançament va ser avortat.
Un llançament amb èxit el 24 de març de 2018 va suposar assolir una alçada de 1,875 peus (572 m) i un aterratge dur al desert de Mojave. El coet impulsat per vapor es va llançar en un gran angle per evitar que caigués de nou a la Terra en un terreny públic, i va aterrar a uns 1,500 peus (460 m) lluny del punt de llançament. L'equip de Hughes va informar d'una velocitat màxima de 350 mph (560 km/h). Hughes no va informar de ferits greus pel desembarcament.

### Llançament del 2019 previst
Hughes planejava tornar a llançar-se en un coet el 10 d'agost de 2019, però els problemes mecànics van ajornar el llançament. El cap de setmana següent, el llançament es va ajornar de nou i Hughes va ser tractat per esgotament de calor.

### Llançament del 2020 i mort
El 22 de febrer de 2020, Hughes, a l'edat de 64 anys, va morir a prop de Barstow, Califòrnia, després de l'aterratge accidentat del seu coet construït per ell mateix i que ell pilotava en aquells moments. Durant el llançament, el paracaigudes del coet, dissenyat per aterrar, semblava desplegar-se massa aviat i deslligar-se de l'embarcació. L'esdeveniment del llançament s'estava rodant per a la sèrie de televisió del canal Discovery Science Homemade Astronauts, en la qual Hughes havia de ser el protagonista.
Després de la mort de Hughes, un representant de relacions públiques va declarar: "Vam utilitzar la Terra plana com a motivació... La Terra plana ens va permetre obtenir tanta publicitat que continuarem. Sé que ell no hi creia en la Terra plana i que va ser una excusa útil ".

## En la cultura popular
Hughes va aparèixer al videoclip de la cançó "One Less Thing (Before I Die)" de Death Valley Girls. El vídeo de 1:53 min de durada va ser dirigit per Kansas Bowling i va contenir material del seu llançament de coets "Flat Earth" a Apple Valley.
Hughes va ser el focus principal del documental Rocketman: Mad Mike's Mission to Prove the Flat-Earth.